# Predestination
Predestination is een Australische sciencefictionfilm uit 2014 onder regie van de Michael en Peter Spierig. De film is gebaseerd op het korte verhaal "—All You Zombies—" van Robert A. Heinlein uit 1959. De film ging op 8 maart 2014 in première op het SXSW Film Festival in Austin (Texas) en had zijn Belgische avant-première op het Film Fest Gent 2014.

## Verhaal
Een speciaal agent probeert in 1975 om een bommenlegger te arresteren. Hij kan niet voorkomen dat diens explosief ontploft, waarbij vrijwel heel het gezicht van de speciaal agent verbrandt. Het lukt hem om naar 1992 te vluchten doordat een ongezien persoon zijn tijdreisapparaat in zijn handen legt. De zogenaamde Fizzle Bomber ontkomt, waardoor die op een later moment een bom kan leggen die meer dan 11.000 slachtoffers maakt. De speciaal agent krijgt bij thuiskomst door middel van reconstructieve chirurgie een nieuw gezicht.
In 1970 raakt een man in een bar in New York aan de praat met de barman. Hij vertelt dat hij werd geboren als meisje en zijn kindertijd als 'Jane' doorbracht in een weeshuis. Een man genaamd Robertson rekruteerde haar voor een ruimtevaartorganisatie. De geheime uitslag van een medische test zorgde er echter voor dat ze nog voor ze kon beginnen werd afgekeurd. Dit was bepaald niet Jane's enige tegenslag. Ze werd in 1963 verliefd op een man die haar na een korte periode van geluk zwanger en alleen achterliet. Dit resulteerde in een bevalling door middel van een keizersnede. Daarbij zagen de artsen dat Jane hermafrodiet was. Moeilijkheden bij de bevalling dwongen de doktoren tot een hysterectomie, waarna ze door een geslachtsaanpassende operatie een man werd. Haar baby werd door iemand meegenomen van de kraamafdeling en heeft ze nooit meer gezien. Gebroken nam ze de naam John aan en verhuisde ze (hij) naar New York.
De barman onthult dat hij een tijdreiziger is. Hij biedt John de kans om wraak te nemen op de man die hem, als Jane, zwanger maakte, zonder juridisch gevolgen. John accepteert het aanbod en reist mee af naar 1963. Daar wordt hij verliefd op Jane - zijn jongere zelf - en begint hij een relatie met haar. De tijdreiziger reist af naar 1975 en gaat opnieuw in gevecht met de Fizzle Bomber. Hij verliest het gevecht, maar is wel in staat om zijn jongere zelf diens tijdreisapparaat in de handen te leggen. Hij ontvoert Jane en Johns kind uit het ziekenhuis en brengt dat naar een weeshuis in 1945; John, Jane én hun baby zijn alle drie dezelfde persoon.
De tijdreiziger keert terug naar 1963 en haalt John over om Jane te verlaten. Zo blijft Jane alleen achter en wordt John lid van het Temporal Bureau, het tijdreizigersagentschap. De tijdreiziger heeft daarmee zijn laatste missie volbracht. Hij keert terug naar 1975 en stelt zijn tijdmachine buiten werking. Het apparaat geeft toch nog een - voorgeprogrammeerde - tijd en locatie weer. De tijdreiziger reist af en komt er zo achter dat ook de Fizzle Bomber een (toekomstige) versie van hemzelf is. Volgens die versie voorkomt hij met zijn aanslagen andere incidenten met veel grotere aantallen slachtoffers en voldoet hij zó aan het ware doel van Robertson. De tijdreiziger weigert deze versie van zichzelf te worden en schiet hem neer. Zijn hele bestaan is daarmee van verwekking tot overlijden gearrangeerd.

## Rolverdeling
| Acteur               | Personage      |
| -------------------- | -------------- |
| Ethan Hawke          | Barkeeper      |
| Sarah Snook          | Jane / John    |
| Noah Taylor          | Mr. Robertson  |
| Madeleine West       | Mrs. Stapleton |
| Christopher Kirby    | Agent Miles    |
| Freya Stafford       | Alice          |
| Jim Knobeloch        | Dr. Belfort    |
| Christopher Stollery | Interviewer    |
| Tyler Coppin         | Dr. Heinlein   |
| Rob Jenkins          | Mr. Jones      |

## Ontvangst
De film kreeg overwegend positieve kritieken van de filmcritici, met een score van 84% op Rotten Tomatoes, gebaseerd op 112 beoordelingen. Volgens een recensent van Filmy Keeday is Predestination een van de beste sciencefictionfilms ooit. "Het verhaal is zo uniek (...) dat je je afvraagt wat er gaat gebeuren en aan het eind zit je achterover en  krab je je achterhoofd uit bewondering voor dit wonderlijke kunststuk. (...) Verwacht geen simpele plotlijn, zie de film en kom terug [naar deze recensie]. We zijn zeker dat je niet dezelfde persoon bent."